# Desmiphora spitzi
Desmiphora spitzi är en skalbaggsart som beskrevs av Julius Melzer 1935. Desmiphora spitzi ingår i släktet Desmiphora och familjen långhorningar. Inga underarter finns listade i Catalogue of Life.